# 니시타니 요시코
니시타니 요시코(일본어: 西谷祥子, 1943년 10월 2일 ~ )는 소녀 클럽과 마가렛지를 통해 소녀 만화를 연재하던 만화가로 소녀 만화의 선구자로 평가받고 있는 인물이다. 맷 호른은 니시타니에 대해 "오늘날 소녀 만화의 틀이 되는 학교 캠퍼스 로맨스의 클리셰를 거의 혼자서 창작해내었다"고 평했으며 로버트 피터슨은 니시타니가 그린 고유의 개성을 통해 혁신을 일으켰다고 평하고 있다. 니시타니의 작품들은 이후 후배 여성 만화가에게 영향을 주었으며 니시타니의 만화 메리 로우는 일반 청소년들에 대한 소녀 만화의 스토리텔링 기법의 선구 작품으로 간주된다.